# Orimarga (Diotrepha) omissinervis
Orimarga (Diotrepha) omissinervis is een tweevleugelige uit de familie steltmuggen (Limoniidae). De soort komt voor in het Neotropisch gebied.